# Hieronymus Laub (læge)
 For alternative betydninger, se Hieronymus Laub. (Se også artikler, som begynder med Hieronymus Laub)
Hieronymus Laub (15. februar 1684 i Augsburg – 5. december 1753) var en tyskfødt dansk læge, far til Frederik og Michael Georg Laub.
Han var søn af pastor primarius ved Sankt Ulriks Kirke, magister Georg Laub og Anna Dorothea Weihlingen. Han var gift med den ansete apoteker Michael Georg Scharffenbergs datter Johanne Justina.
Laub studerede medicin i Helmstedt, fik 1707 doktorgraden i Leiden, foretog derpå en videre studierejse til Frankrig og England og kom 1711 til København, hvor han snart fik en udbredt praksis og 1712 blev medikus ved Kvæsthuset samt 1720 hofmedikus. 1736 blev han kongelig livlæge, 1739 virkelig justitsråd, 1746 etatsråd.
Laub var en anset læge, der også var medlem af det Leopoldinske Akademi og for øvrigt stod ganske uden for den i hans tid herskende pietistiske retning i medicinen. Nogen videnskabelig virksomhed af betydning har han imidlertid ikke udfoldet; kun synes han før oprettelsen af Krügers Læreanstalt en tid at have virket ivrig for etableringen af en til Kvæsthuset knyttet metodisk undervisning for barberkirurgerne.